# 克鲁泰勒
克鲁泰勒（法語：Croutelle，法語發音：[kʁutɛl]）是法国新阿基坦大区维埃纳省的一个市镇，属于普瓦捷区。

## 地理
克鲁泰勒（46°32'11"N, 0°17'17"E）面积1.48 平方千米，位于法国新阿基坦大区维埃纳省，该省份为法国中西部省份，北起曼恩-卢瓦尔省和安德尔-卢瓦尔省，西接德塞夫勒省，南至夏朗德省，东南接上维埃纳省，东临安德尔省。
与克鲁泰勒接壤的市镇（或旧市镇、城区）包括：方丹勒孔特、利居热、普瓦捷。

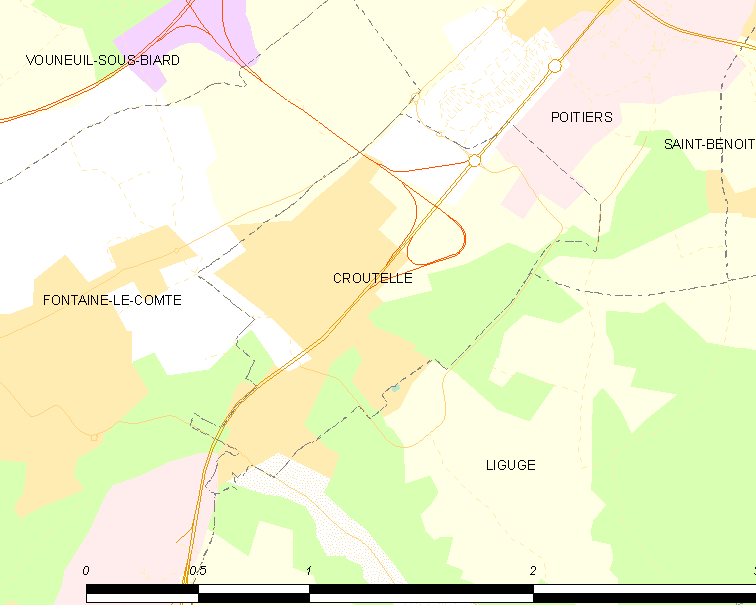
克鲁泰勒的OSM定位图

克鲁泰勒的时区为UTC+01:00、UTC+02:00（夏令时）。

## 行政
克鲁泰勒的邮政编码为86240，INSEE市镇编码为86088。

## 政治
克鲁泰勒所属的省级选区为普瓦捷第一县。

## 人口

1962-2008年间克鲁泰勒人口变化图示

克鲁泰勒于2022年1月1日时的人口数量为937人。